# 1 Pułk Piechoty KOP

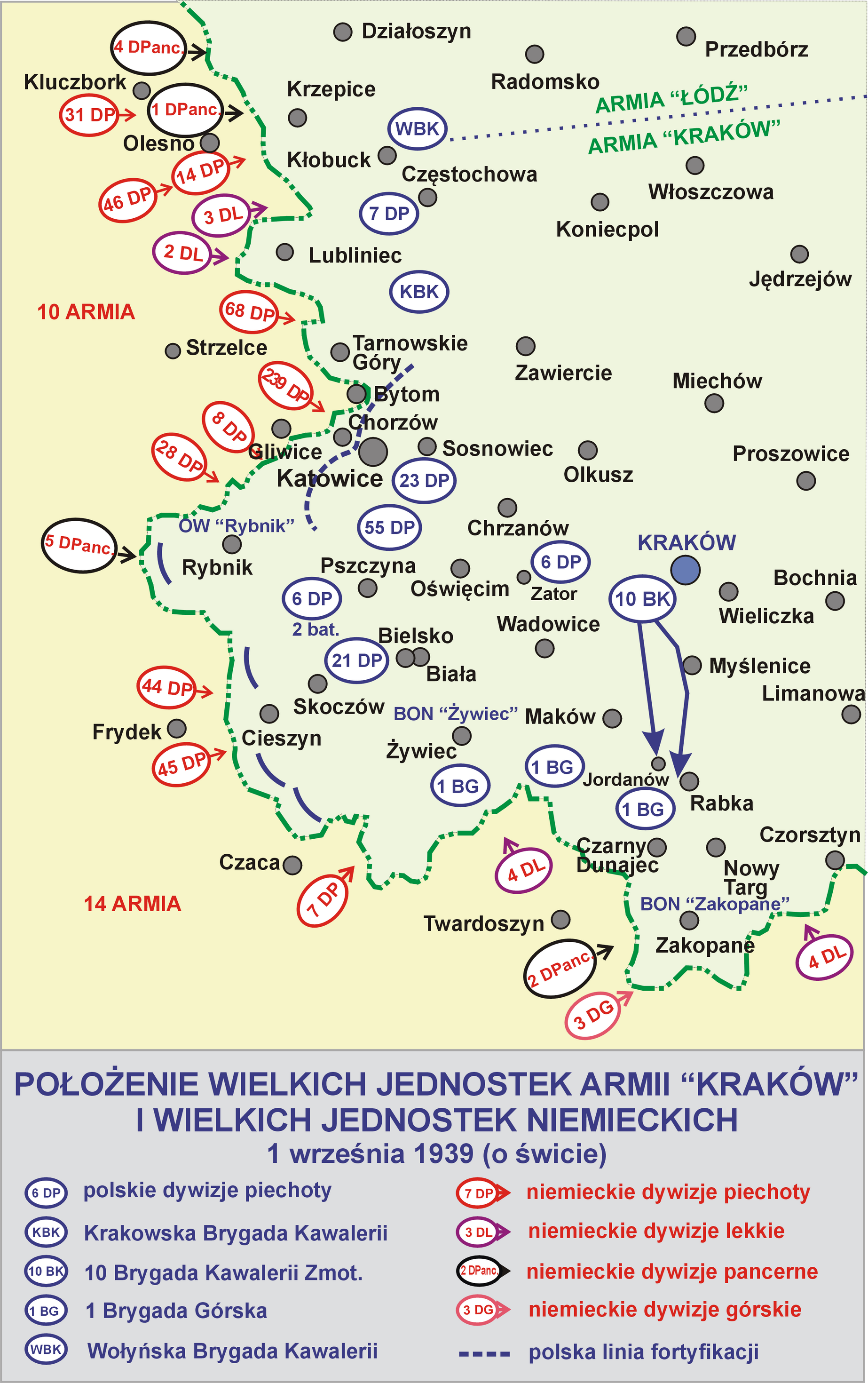
Pułk walczył w składzie 1 Brygady Górskiej

1 Pułk Piechoty KOP (1 pp KOP) 1 pułk strzelców górskich (1psg) – oddział piechoty Korpusu Ochrony Pogranicza.

## Historia pułku
Oddział sformowany został w marcu 1939 przez odwodowy batalion KOP „Snów”, przegrupowany na południe kraju i podporządkowany dowódcy Armii „Kraków”. 10 lipca pułk podporządkowany został dowódcy Pododcinka Nr 1 „Sucha”.
31 sierpnia 1939, po ogłoszeniu mobilizacji powszechnej, 1 pp KOP został przemianowany na 1 pułk strzelców górskich, a Pododcinek Nr 1 „Sucha” na 1 Brygadę Górską Strzelców. 
W składzie 1 Brygady Górskiej Strzelców rozpoczął kampanię wrześniową, lecz już 1 września podporządkowany został dowódcy 10 Brygady Kawalerii płk. Stanisława Maczka, dowództwo pułku stacjonowało w Skomielnej Białej. 4 września został odrzucony przez niemiecki XXII Korpus Armijny z rejonu Mszany Dolnej.
10 września pułk przydzielono do 21 DP. Oficer operacyjny tej dywizji kpt. Wróblewski napisał o nim: Był to najlepszy żołnierz, jakiego widziałem w życiu. A jak celnie strzelali! Wspaniała dyscyplina ogniowa i więź z dowódcami.

## Organizacja pułku
- dowództwo 1 pułku piechoty KOP
- I batalion (batalion KOP „Snów”)
- II batalion (batalion KOP „Snów I”)

## Żołnierze pułku
Obsada personalna dowództwa pułku we wrześniu 1939
- dowódca pułku – ppłk piech. Wojciech Stanisław Wójcik †1940 Charków[7]
- I adiutant – kpt. piech. Wacław Szylko (zaginiony po 17 IX 1939[8])
- II adiutant – por. rez. Edward Szczerbicki
- oficer informacyjny – por. Jan Cieślar
- oficer łączności – por. piech. Witold Stefan Jan Puppel †1940 Charków[9]
- kwatermistrz – kpt. adm. (piech.) Rudolf Galus †1940 Charków[10]
- oficer materiałowy i dowódca kompanii gospodarczej – kpt. adm. (piech.) Piotr Aleksander Chuderski †1940 Charków[11]
- oficer płatnik – kpt. int. Tadeusz Szkotnicki †1940 Charków[12]

### Żołnierze pułku – ofiary zbrodni katyńskiej
Biogramy zamordowanych znajdują się na stronie internetowej Muzeum Katyńskiego
| Nazwisko i imię            | stopień           | zawód             | miejsce pracy przed mobilizacją | zamordowany |
| -------------------------- | ----------------- | ----------------- | ------------------------------- | ----------- |
| Bogucki Feliks             | porucznik         | żołnierz zawodowy |                                 | Charków     |
| Chuderski Piotr Aleksander | kapitan           | żołnierz zawodowy | (e)                             | Charków     |
| Galus Rudolf               | kapitan           | żołnierz zawodowy |                                 | Charków     |
| Plisiewicz Franciszek      | porucznik rezerwy |                   |                                 | Charków     |
| Puppel Witold Stefan       | porucznik         | żołnierz zawodowy |                                 | Charków     |
| Szkotnicki Tadeusz         | kapitan           | żołnierz zawodowy | (e)                             | Charków     |
| Wójcik Wojciech Stanisław  | podpułkownik      | żołnierz zawodowy |                                 | Charków     |